# 安倍兄雄
安倍 兄雄（あべ の あにお/えお）は、平安時代初期の公卿。中納言・阿倍広庭の曾孫。无位・阿倍道守の子。官位は正四位下・東山道観察使。

## 経歴
延暦19年（800年）従五位下に叙爵され、翌延暦20年（801年）少納言に任官する。桓武朝末の延暦25年（806年）3月に中衛少将に任ぜられる。
同年3月に従兄弟の藤原乙牟漏所生の平城天皇が即位すると、5月に一挙に四階昇進して従四位下に叙せられる。さらに同年閏6月に新たに観察使制度が導入されると準参議兼山陰道観察使に任ぜられて公卿に列する。その後、東山道・畿内の観察使も歴任した。なお、観察使在職中には、東山道諸国の正税と公廨稲について、戸口数に準じて増減して出挙したい旨上表し許されている。また、国司交代の円滑化を目的に、不与解由状に前任者と後任者の言い分をそれぞれ書いて上申することについての提案を行っている。
また、右兵衛督・左近衛中将と武官も兼帯し、左中将在職中の大同2年（807年）10月に発生した伊予親王の変では、左兵衛督・巨勢野足と共に150名の兵士を率いて親王邸を包囲した。一方で、当事件により伊予親王が親王を廃された際に、天皇の怒りが凄まじく敢えて諫めるものは誰もいない中、兄雄のみが言葉を尽くして諫争した。諫争の成果はなかったものの、論者には筋を通したと評された。
大同3年（808年）正月に正四位下に叙せられるが、同年10月19日病気により卒去。最終官位は東山道観察使左近衛中将正四位下春宮大夫。

## 人物
文事の才能はなかったが武芸を得意とし、生まれつき犬を愛好した。まっすぐな性格で節度を堅く守り、歴任した官職では公平で清廉と賞賛されたという。

## 官歴
注記のないものは『日本後紀』による。
- 延暦19年（800年） 正月7日：従五位下[7]
- 延暦20年（801年） 2月5日：少納言[7]
- 延暦25年（806年） 2月16日：中衛少将。4月12日：兼内膳権正。5月18日：正五位下[7]。5月19日：従四位下[7]。5月24日：大膳大夫兼近江守[7]。閏6月14日：兼山陰道観察使[7]。閏6月30日：準参議[7]。7月14日：兼右京大夫[7]。8月12日：右兵衛督[7]
- 大同2年（807年） 正月4日：近衛中将[8]。4月16日：停参議[7]。4月22日：左近衛中将[9]
- 大同3年（808年） 正月25日：正四位下。5月28日：畿内観察使。10月19日：卒去（東山道観察使左近衛中将正四位下春宮大夫）

## 系譜
- 父：阿倍道守 - 阿倍粳蟲の子
- 母：不詳
- 生母不明の子女
  - 男子：安倍吉人（781-837）